# Thrasymachos
Thrasymachos (Oudgrieks: Θρασύμαχος, Thrasýmachos; Latijnse spelling: Thrasymachus) was een Griekse sofist, afkomstig uit Chalcedon, die vooral bekend is geworden vanwege zijn rol in het begin van Plato's dialoog De Staat. Hij geeft hierin aan dat rechtvaardigheid, het onderwerp van de dialoog, zijns inziens niets anders is dan het voordeel van de sterkste partij (338c).
- Biblioteca Nacional de España: XX1541630
- Bibliothèque nationale de France: cb15055182j (data)
- Gemeinsame Normdatei: 118802178
- International Standard Name Identifier: 0000 0003 6386 2567
- Library of Congress Control Number: no2016143620
- Istituto Centrale per il Catalogo Unico: MILV182662
- Système universitaire de documentation: 104448709
- Virtual International Authority File: 226086344
- WorldCat: E39PCjB9G4mhBp6tW8tfMPJ4FX